# 5942 Denzilrobert
5942 Denzilrobert este un asteroid din centura principală de asteroizi.

## Descriere
5942 Denzilrobert este un asteroid din centura principală de asteroizi. A fost descoperit pe 10 ianuarie 1983 la Observatorul Palomar de Behymer, B. E., Marley, M. S.. Asteroidul prezintă o orbită caracterizată de o semiaxă mare de 3,03 ua, o excentricitate de 0,13 și o înclinație de 11,1° în raport cu ecliptica.